# Пришибская сельская община
Пришибская сельская община (укр. Пришибська сільська громада) — территориальная община в Кременчугском районе Полтавской области Украины. Административный центр — село Пришиб.
Образована 13 августа 2015 года путем объединения Кобелячковского и Пришибского сельских советов Кременчугского района.
Распоряжением КМУ от 13 мая 2020 года №571-р в состав включен Комендантовский сельский совет Кобеляцкого района.

## Населенные пункты
В состав общины входят 13 сел: Александрия, Дабиновка, Еристовка, Кобелячек, Колесники, Комендантовка, Кринничное, Малики, Пилипенки, Порубаи, Пришиб, Работовка и Черемушки.